# Mesquite Creek, Arizona
- Articolul se referă la o localitate din statul Arizona, Statele Unite ale Americii.  Pentru alte sensuri ale cuvântului Mesquite, a se vedea Mesquite (dezambiguizare).

Mesquite Creek este o localitate de tip loc desemnat pentru recensământ (cunoscut și sub acronimul de CDP), situat în comitatul Mohave, statul Arizona, Statele Unite ale Americii.  Populația sa fusese de 205 locuitori la data recensământului din anul 2000 Census.

## Geografie
Localitatea Mesquite Creek se găsește la coordonatele 34°57′58″N 114°34′4″V / 34.96611°N 114.56778°V (34.966035, -114.567769).
Conform datelor culese de United States Census Bureau (Biroul de recensământ al Statelor Unite), localitatea are o suprafață de circa 1,579 km2 (sau de circa 0.61 square miles), în întregime uscat.

## Demografie
Conform datelor recensământului  din anul 2000, fuseseră 106 de locuințe, cu 73 de familii, cumulând un total de 205 locuitori.
Densitatea populației fusese de 136.5 locuitori per 1 km² (sau de 355,3 locuitori per square mile).  În total, la 1 aprilie 2000 (data recensământului Statelor Unite) existau 142 de locuințe, având o densitate medie a populației de 94,5/km² (sau de 246.1/sq mi).
Conform aceleiași agenții, USCB, procentual existau 92.68% caucazieni, 0.98% negri, 0.98% nativi americani, 0.49% asiatici, 1.95% de alte proveniențe și 2.93% dintre locuitori erau prezentați ca aparținând a două sau mai multe rase.  Dintre cei 205 locuitori, 7.32% se considerau de descendență hispanică sau latino, indiferent de rasă.